# Санта-Сабина (титулярная церковь)
Санта-Сабина на Авентине (лат. Titulus Sanctae Sabinae, итал. Titolo di Santa Sabina all'Aventino) — один из древнейших титулов, присваиваемых кардиналам-священикам в Римской католической церкви. Впервые учреждён в 423 году Папой Целестином I. В качестве титульной церковь Святой Сабины на Авентине впервые упомянута 1 марта 499 года. По преданию, базилика Санта-Сабина была построена на месте дома на Авентинском холме, где жила и пострадала за веру святая Сабина. C XI века титул Санта-Сабина окончательно закрепляется в перечне кардинальских титулов, позднее его фактически закрепили за орденом францисканцев, при базилике Санта-Сабина находится генеральная курия ордена.

## Список кардиналов-священников титулярной церкви Санта-Сабина
- Пётр Иллирийский — (425 — ?);
- Валент — (494 — ?);
- Василий — (523 — ?);
- Феликс (590 — ранее 612);
- Марин — (612 — ?);
- Марин — (упоминается в 721)[1];
- Тордон (Тордоно или Тордонус) — (741 — ранее 745);
- Теофил — (745—757);
- Теофил — (757—761);
- Пётр Вильгельм — (761 — ?);
- Эудженио Савелли — (816 — май 824, избран Папой Евгением II);
- Иовиан — (853 — ?);
- Стефан — (964 — ?);
- Мартин — (1033 — ранее 1058);
- Бруно (или Беннон, или Бруноне) — (1058 — ранее 1088);
- Альберико — (1088 — около 1092);
- Бруно — (1092 — около 1099);
- Альберто — (1099—1100);
- Виталий — (1105 — ранее 1112);
- Уберт (или Роберто) — (1112 — около 1117);
- Пьетро ле Клерк — (до 1118—1120);
- Роберт — (1120—1122);
- Косма — (1126 — около 1137, до смерти);
- Станций (или Станциус, или Санктиус) — (1137—1143, до смерти);
- Манфред (или Майнфрай) — (17 декабря 1143 — около 1158, до смерти);
- Гальдино Вальвасси делла Сала — (15 декабря 1165 — 18 апреля 1176, до смерти);
- Пётр — (декабрь 1176—1178, до смерти);
- Гильом Белые Руки — (март 1179 — 7 сентября 1202, до смерти);
- Рауль де Невилль — (1202—1203, до смерти);
- Зигфрид II фон Эппенштайн — (1206—1208, до смерти);
- Томмазо да Капуя (Фома Капуанский, Томмазо д’Эволи) — (13 июня 1216 — 22 августа 1243, до смерти);
- Гуго де Сен-Шер (или де Сан-Каро), O.P. — (28 мая 1244 — 24 декабря 1261, назначен кардиналом-епископом Остии и Веллетри);
- Бертран де Сен-Мартен, O.S.B. — (1273 — 29 марта 1277, до смерти);
- Юг Эслен де Бийом, O.P. — (16 мая 1288 — август 1294, in commendam (август 1294 — 30 декабря 1298, до смерти);
- Никколо Бокассини де Тревизо, O.P. — (4 декабря 1298 — 2 марта 1300, назначен кардиналом-епископом Остии и Веллетри);
- Уильям Маклсфилд (или Маклфилд, или Марсфелд), O.P. — (1303—1304, до смерти);
- Уолтер Уинтербёрн (или Уинтерборн), O.P. — (19 февраля 1304 — 24 сентября 1305, до смерти);
- Томас Джорц (или Джойс, или Англус, или Англикус), O.P. — (15 декабря 1305 — 13 декабря 1310, до смерти);
- Николя Канье де Фреовилль, O.P. — (1310 — 15 января 1323, до смерти);
- Жерар де Ла Гард (или де Даумарио, или де Гуардиа), O.P. — (20 сентября 1342 — 27 сентября 1343, до смерти);
- Жан де Мулен (или де ла Молинейри, или де Монлен, или дю Мулен), O.P. — (17 декабря 1350 — 23 февраля 1353, до смерти);
- Франческо Тебальдески — (22 сентября 1368 — 20 августа 1378?, до смерти);
- Джованни да Амелиа (или Амадео) — (18 сентября 1378 — декабрь 1385, до смерти);
  - Томмазо Клоссе, O.P. — (30 мая 1382 — 17 июня 1390, псевдокардинал антипапы Климента VII);
- Балинт Алшани — (9 февраля 1385—1386, назначен кардиналом-священником Санти-Куаттро-Коронати);
- Джулиано Чезарини — (около 1440 — 7 марта 1444, назначен кардиналом-епископом Фраскати[2]);
- Джованни де Примис, O.S.B.Cas. — (16 декабря 1446 — 21 января 1449, до смерти);
- Гийом д’Эстен, O.S.B. — (12 января 1450 — 28 октября 1455, до смерти);
- Энеа Сильвио Пикколомини — (18 декабря 1456 — 19 августа 1458, избран Папой Пием II);
- Берардо Эроли — (19 марта 1460 — 23 мая 1474, назначен кардиналом-епископом Сабины);
- Аусиас Деспуг (или Аусиас де Подио, или Деспуиг, или дель Пуч) — (12 декабря 1477 — 2 сентября 1483, до смерти);
- Джованни Арагонский — (in commendam 10 сентября 1483 — 17 октября 1485, до смерти);;
  - вакантно (1485—1493);
- Жан Бильер де Лагрола, O.S.B. — (23 сентября 1493 — 6 августа 1499, до смерти);
- Диего Уртадо де Мендоса-и-Киньонес — (5 октября 1500 — 14 октября 1502, до смерти);
- Франсиско Льорис-и-де-Борха — титулярная диакония pro illa vice (12 июня 1503 — 17 декабря 1505, назначен кардиналом-дьяконом Санта-Мария-Нуова);
- Фацио Джованни Сантори — (17 декабря 1505 — 22 марта 1510, до смерти);
- Рене де Прие — (17 марта — 24 октября 1511, отстранён);
- Бандинелло Саули — (24 октября 1511 — 18 июля 1516, назначен кардиналом-священником Санта-Мария-ин-Трастевере);
- Джованни Пикколомини — (6 июля 1517 — 11 июня 1521, назначен кардиналом-священником Санта-Бальбина);
  - вакантно (1521—1533);
- Луи II де Бурбон де Вандом — (3 марта 1533 — 24 февраля 1550, назначен кардиналом-епископом Палестрины);
- Отто Трухсесс фон Вальдбург — (28 февраля 1550 — 14 апреля 1561, назначен кардиналом-священником Санта-Мария-ин-Трастевере);
- Микеле Гислиери, O.P. — (14 апреля 1561 — 15 мая 1565, назначен кардиналом-священником Санта-Мария-сопра-Минерва);
- Симоне Пасква — (15 мая — 4 сентября 1565, назначен кардиналом-священником Сан-Панкрацио-фуори-ле-Мура);
- Станислав Гозий — (4 — 7 сентября 1565, назначен кардиналом-священником pro hac vice Сан-Теодоро);
- Бенедетто Ломеллини — (7 сентября 1565 — 24 июля 1579, до смерти);
- Винченцо Джустиниани, O.P. — (3 августа 1579 — 28 октября 1582, до смерти);
- Филиппо Спинола — (20 февраля 1584 — 20 августа 1593, до смерти);
- Оттавио Бандини — (21 июня 1596 — 16 сентября 1615, назначен кардиналом-священником Сан-Лоренцо-ин-Лучина);
- Джулио Савелли — (11 января 1616 — 10 ноября 1636, назначен кардиналом-священником Санта-Мария-ин-Трастевере);
- Алессандро Бики — (7 декабря 1637 — 25 мая 1657, до смерти);
- Шипионе Панноккьески д’Эльчи — (6 мая 1658 — 12 апреля 1670, до смерти);
- Луис Мануэль Фернандес де Портокарреро — (19 мая 1670 — 27 января 1698, назначен кардиналом-епископом Палестрины);
- Франческо дель Джудиче — (30 марта 1700 — 12 февраля 1717, назначен кардиналом-епископом Палестрины);
- Михаэль Фридрих фон Альтан — (16 сентября 1720 — 20 июня 1734, до смерти);
  - вакантно (1734—1738);
- Райньеро д’Эльчи — (23 июля 1738 — 10 апреля 1747, in commendam 10 апреля 1747 — 22 июня 1761, до смерти);
  - вакантно (1761—1775);
- Леонардо Антонелли — (29 мая 1775 — 21 февраля 1794, назначен кардиналом-епископом Палестрины);
- Джулио Мария делла Сомалья — (22 сентября 1795 — 20 июля 1801, назначен кардиналом-священником Санта-Мария-сопра-Минерва);
  - вакантно (1801—1818);
- Иоганн Казимир фон Хеффелин — (25 мая 1818 — 19 апреля 1822, назначен кардиналом-священником Сант-Анастазия);
- Луиджи Пандольфи — (16 мая 1823 — 2 февраля 1824, до смерти);
  - вакантно (1824—1829);
- Гюстав-Максимилиан-Жюст де Крой-Сольр — (21 мая 1829 — 1 января 1844, до смерти);
- Систо Риарио Сфорца — (16 апреля 1846 — 29 сентября 1877, до смерти);
- Винченцо Моретти — (31 декабря 1877 — 6 октября 1881, до смерти);
- Эдуард Маккейб — (30 марта 1882 — 11 февраля 1885, до смерти);
- Серафино Ваннутелли — (26 мая 1887 — 11 февраля 1889, назначен кардиналом-священником Сан-Джироламо-деи-Кроати);
- Агостино Бауза, O.P. — (14 февраля 1889 — 15 апреля 1899, до смерти);
- Франсуа-Дезире Матьё — (22 июня 1899 — 26 октября 1908, до смерти);
- Леон-Адольф Аметт — (30 ноября 1911 — 29 августа 1920, до смерти);
- Франсиско де Асис Видаль-и-Барракер — (16 июня 1921 — 13 сентября 1943, до смерти);
  - вакантно (1942—1946);
- Эрнесто Руффини — (22 февраля 1946 — 11 июня 1967, до смерти);
- Габриэль-Мари Гаррон — (29 июня 1967 — 15 января 1994, до смерти);
- Йозеф Томко — (29 января 1996 — 8 августа 2022, до смерти).